# 阿格涅什卡·科布斯-扎沃伊斯卡
阿格涅什卡·科布斯-扎沃伊斯卡（波蘭語：Agnieszka Kobus-Zawojska，1990年8月28日—），波兰女子赛艇运动员。她曾代表波兰参加2016年和2020年夏季奥林匹克运动会赛艇比赛，获得一枚银牌和一枚铜牌。